# Catocala francisca
Catocala francisca är en fjärilsart som beskrevs av H. Edwards 1880. Catocala francisca ingår i släktet Catocala och familjen nattflyn. Inga underarter finns listade i Catalogue of Life.

## Bildgalleri

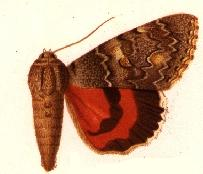